# Culex liberiensis
Culex liberiensis är en tvåvingeart som beskrevs av Peters 1955. Culex liberiensis ingår i släktet Culex och familjen stickmyggor. Inga underarter finns listade i Catalogue of Life.